# Chabottes
Chabottes est une commune française située dans le département des Hautes-Alpes, en région Provence-Alpes-Côte d'Azur.
Ses habitants sont appelés les Chabottins.

## Géographie

### Situation
La commune de Chabottes est située dans la haute vallée du Drac, au cœur du Champsaur, au sud-ouest du massif des Écrins. Abritée au nord par le massif du Vieux Chaillol, elle jouit d’un climat intermédiaire entre le climat méditerranéen de montagne des Alpes du Sud et celui plus froid et humide des Alpes du Nord. La commune est traversée d'est en ouest par le Drac, qui sépare le coteau de la rive droite, où se situe le chef-lieu, et la large plaine agricole de la rive gauche, traversée par la route départementale 944, principal accès au haut Champsaur (Pont-du-Fossé, Champoléon, Orcières). Il est à noter qu'en aval de Chabottes, jusqu'à Grenoble, plus aucune commune ne s'étend de part et d'autre du Drac.
La commune de Chabottes est incluse dans la zone périphérique du parc national des Écrins.
Chabottes est située à 18 kilomètres au nord de Gap, préfecture des Hautes-Alpes, et à 9 kilomètres à l'est du chef-lieu de canton Saint-Bonnet-en-Champsaur.

### Communes limitrophes
- Buissard
- Saint-Michel-de-Chaillol
- Saint-Jean-Saint-Nicolas
- Saint-Léger-les-Mélèzes
- Ancelle
- Forest-Saint-Julien

### Voies de communication et transports
Le principal axe de communication de la commune est la route départementale 944 reliant Gap à Orcières. Cet axe important se situe sur la rive gauche du Drac et passe par les hameaux de Basse-Plaine et Haute-Plaine. Le chef-lieu, situé sur les pentes de la rive droite, est relié à cette route par la section terminale de la départementale 945 en provenance de Saint-Bonnet-en-Champsaur. Il est aussi traversé par la départementale 43 qui le relie à Saint-Michel-de-Chaillol au nord et à Chabottones et Pont-du-Fossé à l'est.

### Climat
Pour des articles plus généraux, voir Climat de Provence-Alpes-Côte d'Azur et Climat des Hautes-Alpes.
En 2010, le climat de la commune est de type climat des marges montargnardes, selon une étude du Centre national de la recherche scientifique s'appuyant sur une série de données couvrant la période 1971-2000. En 2020, Météo-France publie une typologie des climats de la France métropolitaine dans laquelle la commune est exposée à un climat de montagne ou de marges de montagne et est dans la région climatique Alpes du sud, caractérisée par une pluviométrie annuelle de 850 à 1 000 mm, minimale en été.
Pour la période 1971-2000, la température annuelle moyenne est de 8,7 °C, avec une amplitude thermique annuelle de 17,3 °C. Le cumul annuel moyen de précipitations est de 1 053 mm, avec 7,8 jours de précipitations en janvier et 6,1 jours en juillet. Pour la période 1991-2020, la température moyenne annuelle observée sur la station météorologique de Météo-France la plus proche, « St Jean-St-Nicolas », sur la commune de Saint-Jean-Saint-Nicolas à 5 km à vol d'oiseau, est de 8,8 °C et le cumul annuel moyen de précipitations est de 943,2 mm. 
La température maximale relevée sur cette station est de 34,1 °C, atteinte le 28 juin 2019 ; la température minimale est de −19,7 °C, atteinte le 5 février 2012,,.
Les paramètres climatiques de la commune ont été estimés pour le milieu du siècle (2041-2070) selon différents scénarios d'émission de gaz à effet de serre à partir des nouvelles projections climatiques de référence DRIAS-2020. Ils sont consultables sur un site dédié publié par Météo-France en novembre 2022.

## Urbanisme

### Typologie
Au 1er janvier 2024, Chabottes est catégorisée commune rurale à habitat dispersé, selon la nouvelle grille communale de densité à 7 niveaux définie par l'Insee en 2022.
Elle est située hors unité urbaine. Par ailleurs la commune fait partie de l'aire d'attraction de Gap, dont elle est une commune de la couronne,. Cette aire, qui regroupe 73 communes, est catégorisée dans les aires de 50 000 à moins de 200 000 habitants,.

### Occupation des sols
L'occupation des sols de la commune, telle qu'elle ressort de la base de données européenne d’occupation biophysique des sols Corine Land Cover (CLC), est marquée par l'importance des territoires agricoles (57,5 % en 2018), une proportion sensiblement équivalente à celle de 1990 (57,1 %). La répartition détaillée en 2018 est la suivante : 
zones agricoles hétérogènes (32,3 %), forêts (31 %), terres arables (22,8 %), zones urbanisées (6,2 %), espaces ouverts, sans ou avec peu de végétation (5,2 %), prairies (2,4 %).
L'évolution de l’occupation des sols de la commune et de ses infrastructures peut être observée sur les différentes représentations cartographiques du territoire : la carte de Cassini (XVIIIe siècle), la carte d'état-major (1820-1866) et les cartes ou photos aériennes de l'IGN pour la période actuelle (1950 à aujourd'hui).

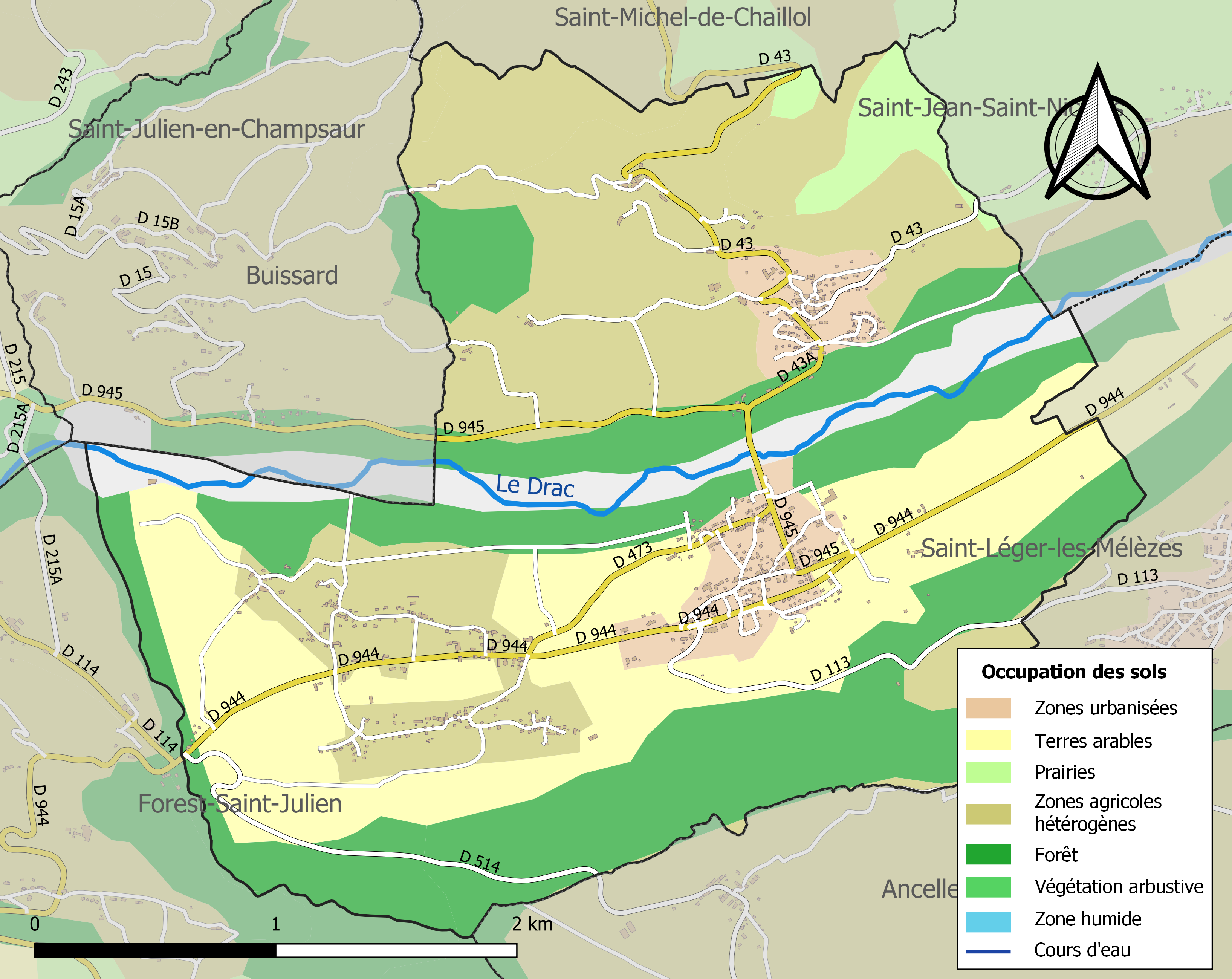
Carte de l'occupation des sols de la commune en 2018 (CLC).

## Toponymie
Le nom de la localité est attesté sous les formes de Chabotis en l274, Locus de Chabotis en 1307, Chabottes dès 1516.
Le nom Chabottes est la francisation directe du nom occitan vivaro-alpin chabota, qui désigne une cabane en pierres sèches en forme de ruche traditionnelle, parfois recouverte de chaume[réf. nécessaire], comparable aux bories provençales. La forme plurielle indique une multiplicité de telles constructions.
On retrouve le même toponyme notamment à Poligny et à Ribiers. Diminutif : Chabottonnes, nom d'un village voisin de Chabottes. Variante provençale : le Cabot, quartier de Marseille..

## Histoire
Chabottes est située sur un ancien chemin préhistorique[réf. nécessaire].
Chabottes fut très tôt évangélisée par les moines de l'abbaye de la Novalaise. Au Xe siècle, ce sont ceux de Cluny qui prirent le relais, laissant néanmoins la fondation de la paroisse à l'abbaye auvergnate de Saint-Chaffre.
La seigneurie de Chabottes dépendait au Moyen Âge à la fois du Dauphin et du seigneur de Montorcier. En 1339, le dauphin Humbert II donna à son écuyer Étienne de Roux les moulins de Chabottes, une infrastructure au revenu important pour l'époque. Ce dernier les unit à un fief créé pour lui sous le nom de Prégentil, dont le manoir se trouve sur la commune de Saint-Jean-Saint-Nicolas.
Durant son histoire, la commune de Chabottes fut souvent secouée par les conflits, d'abord en 1369 avec son pillage par une troupe de « routiers » provençaux, puis durant les guerres de religion et enfin en 1692 avec les armées du duc de Savoie, qui mirent à sac toute la région.
Comme nombre de communes haut-alpines, Chabottes a été le refuge de huguenots fuyant la répression instituée par Louis XIV.
En 1789, la population de cette commune était de 550 âmes réparties sur 996 hectares de terres, puis monta à 714 habitants à la fin du XIXe siècle. La population locale déclina lentement par la suite, à cause de l'exode rural puis de la Première Guerre mondiale.

## Politique et administration

### Politique
En 2017, Christiane Mioletti, maire de Chabottes, a été démise de ses fonctions par le préfet après sa condamnation à trois ans d'inéligibilité et quatre mois de prison avec sursis par le tribunal correctionnel de Gap pour favoritisme dans l'attribution d'un marché public,. Christiane Mioletti n'a pas fait appel.
Ce jugement est la conclusion d'une affaire qui a débuté en 2014. Outre la maire, les patrons de deux entreprises ont été condamnés pour avoir bénéficié de favoritisme. L'un d'eux siégeait au conseil municipal.
Roland Aymerich a été élu maire en décembre 2017.

### Liste des maires
| Période                                  | Période   | Identité            | Étiquette | Qualité |
| ---------------------------------------- | --------- | ------------------- | --------- | --- |
| Les données manquantes sont à compléter. |           |                     |           | |
| 1979                                     | mars 2008 | Jean-Yves Dusserre  | UMP       | Conseiller général du canton de Saint-Bonnet-en-Champsaur (1992-2014) Suppléant du député Patrick Ollier (1988-2002) Président du Conseil Général (2008-2014) Sénateur (octobre-décembre 2014) |
| mars 2008                                |           | Christiane Mioletti | UMP-LR    | Retraitée |
| décembre 2017                            | En cours  | Roland Aymerich,    |           | Ancien cadre |

## Population et société

### Démographie
L'évolution du nombre d'habitants est connue à travers les recensements de la population effectués dans la commune depuis 1793. Pour les communes de moins de 10 000 habitants, une enquête de recensement portant sur toute la population est réalisée tous les cinq ans, les populations de référence des années intermédiaires étant quant à elles estimées par interpolation ou extrapolation. Pour la commune, le premier recensement exhaustif entrant dans le cadre du nouveau dispositif a été réalisé en 2005.

En 2022, la commune comptait 955 habitants, en évolution de +15,34 % par rapport à 2016 (Hautes-Alpes : +0,4 %, France hors Mayotte : +2,11 %).
| 1793 | 1800 | 1806 | 1821 | 1831 | 1836 | 1841 | 1846 | 1851 |
| ---- | ---- | ---- | ---- | ---- | ---- | ---- | ---- | ---- |
| 542  | 529  | 623  | 617  | 707  | 705  | 714  | 771  | 741  |

| 1856 | 1861 | 1866 | 1872 | 1876 | 1881 | 1886 | 1891 | 1896 |
| ---- | ---- | ---- | ---- | ---- | ---- | ---- | ---- | ---- |
| 733  | 733  | 732  | 750  | 714  | 684  | 727  | 670  | 674  |

| 1901 | 1906 | 1911 | 1921 | 1926 | 1931 | 1936 | 1946 | 1954 |
| ---- | ---- | ---- | ---- | ---- | ---- | ---- | ---- | ---- |
| 626  | 590  | 587  | 596  | 573  | 551  | 534  | 489  | 431  |

| 1962 | 1968 | 1975 | 1982 | 1990 | 1999 | 2005 | 2006 | 2010 |
| ---- | ---- | ---- | ---- | ---- | ---- | ---- | ---- | ---- |
| 469  | 430  | 461  | 453  | 518  | 610  | 709  | 726  | 757  |

| 2015 | 2020 | 2022 | - | - | - | - | - | - |
| ---- | ---- | ---- | - | - | - | - | - | - |
| 834  | 918  | 955  | - | - | - | - | - | - |

### Enseignement
La commune dépend de l'académie d'Aix-Marseille. Les élèves de Chabottes commencent leur scolarité à l'école primaire du village, qui regroupe 119 enfants.

### Sports
La commune de Chabottes compte plusieurs infrastructures sportives dont un stade, un mur d'escalade et un terrain de moto-cross.

## Économie

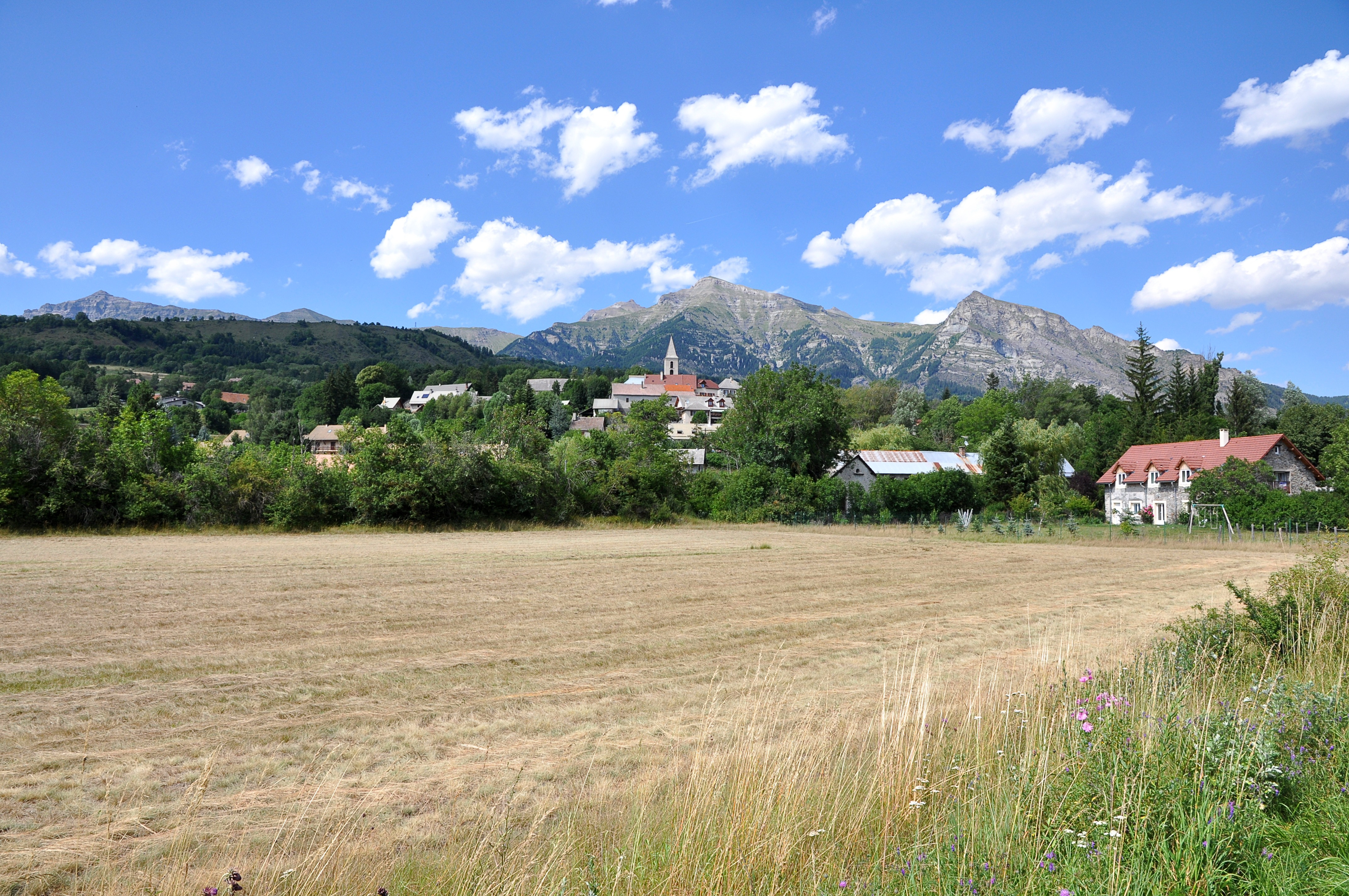
Chabottes.

Son activité s’équilibre entre l’agriculture, le tourisme, le commerce et l'artisanat.
Cette commune de 996 hectares, située à une altitude comprise entre 1 050 et 1 350 mètres se divise en deux parties bien distinctes : la plaine, agricole, secteur de cultures bocagères, et le coteau, de moyenne montagne, où se trouvent les alpages. Elle fait partie des zones de production de l'agneau de Sisteron, des vins Hautes-Alpes IGP, y compris primeurs et des vins de la Méditerranée, ainsi que des pommes des Alpes de Haute-Durance.
Depuis 1962, on peut constater une remontée de la population, due en grande partie à l’essor du tourisme hivernal, lié au développement des stations de sports d'hiver du haut Champsaur (Saint-Léger-les-Mélèzes, Chaillol, Orcières 1850, etc.), mais aussi au tourisme estival (le « plan d’eau du Champsaur » sur la commune voisine de Saint-Julien-en-Champsaur, les nombreux itinéraires de randonnée pédestre ou en VTT, les sites d'escalade).

## Culture locale et patrimoine

### Lieux et monuments
- La chapelle de la Nativité de la Vierge Marie, construite en 1659 à la Haute-Plaine, entourée d'un cimetière, inscrite à l'inventaire complémentaire des monuments historiques[30]
- L'église paroissiale de la Nativité, construite entre 1853 et 1855 aux Estèves, inscrite à l'inventaire complémentaire des monuments historiques[31].
- L'église paroissiale de l'Assomption, construite entre 1864 et 1884, au village, inscrite à l'inventaire complémentaire des monuments historiques[32].
- Le calvaire monumental, de 1934, dominant le village.
- Le monumental « aqueduc des gorges » en maçonnerie, construit dans la seconde moitié du XIXe siècle au-dessus de Pont-de-Frappe pour faire passer le canal de Pont-du-Fossé par-dessus le ruisseau d'Ancelle.
- La Croix de la Passion, du XIXe siècle, au Villard[33]
- La Maison Davin, du XVIIe siècle, aux Thomés[34]
- Plusieurs chapelles funéraires du XVIIe siècle, au cimetière de la Plaine[35]

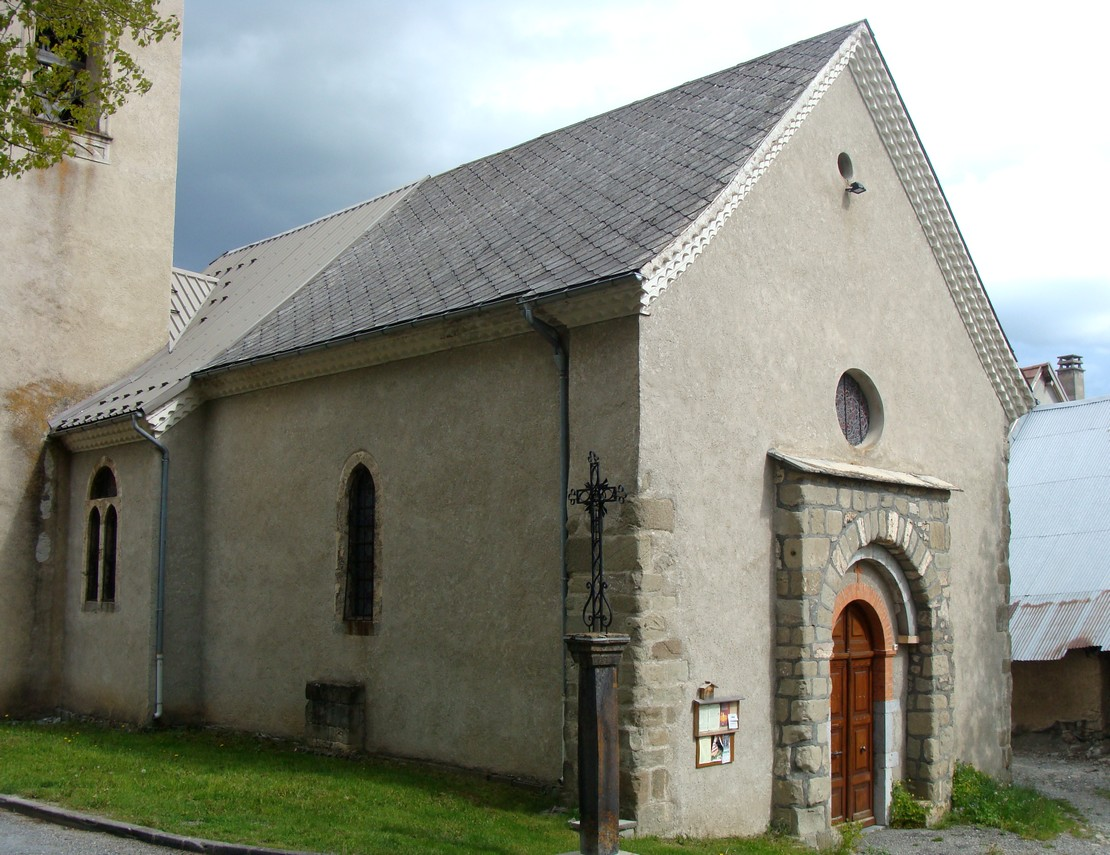
L'église paroissiale.
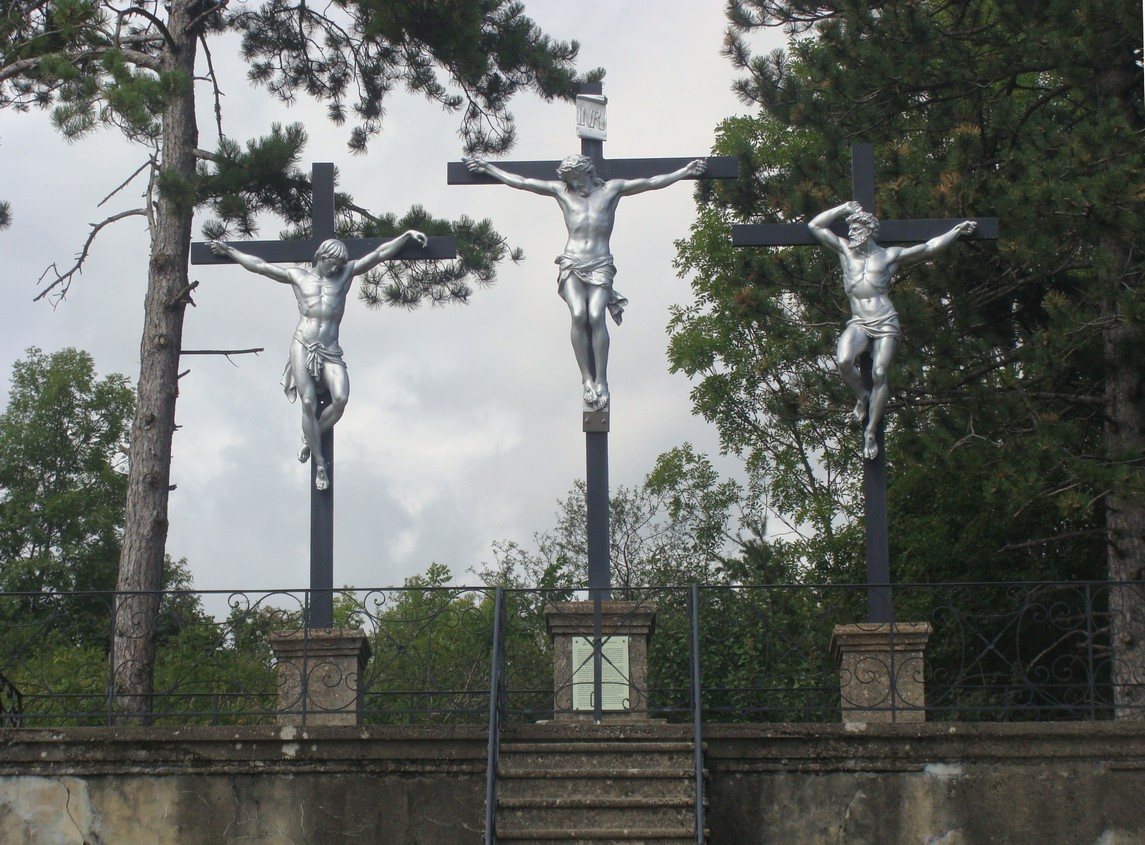
Le calvaire.
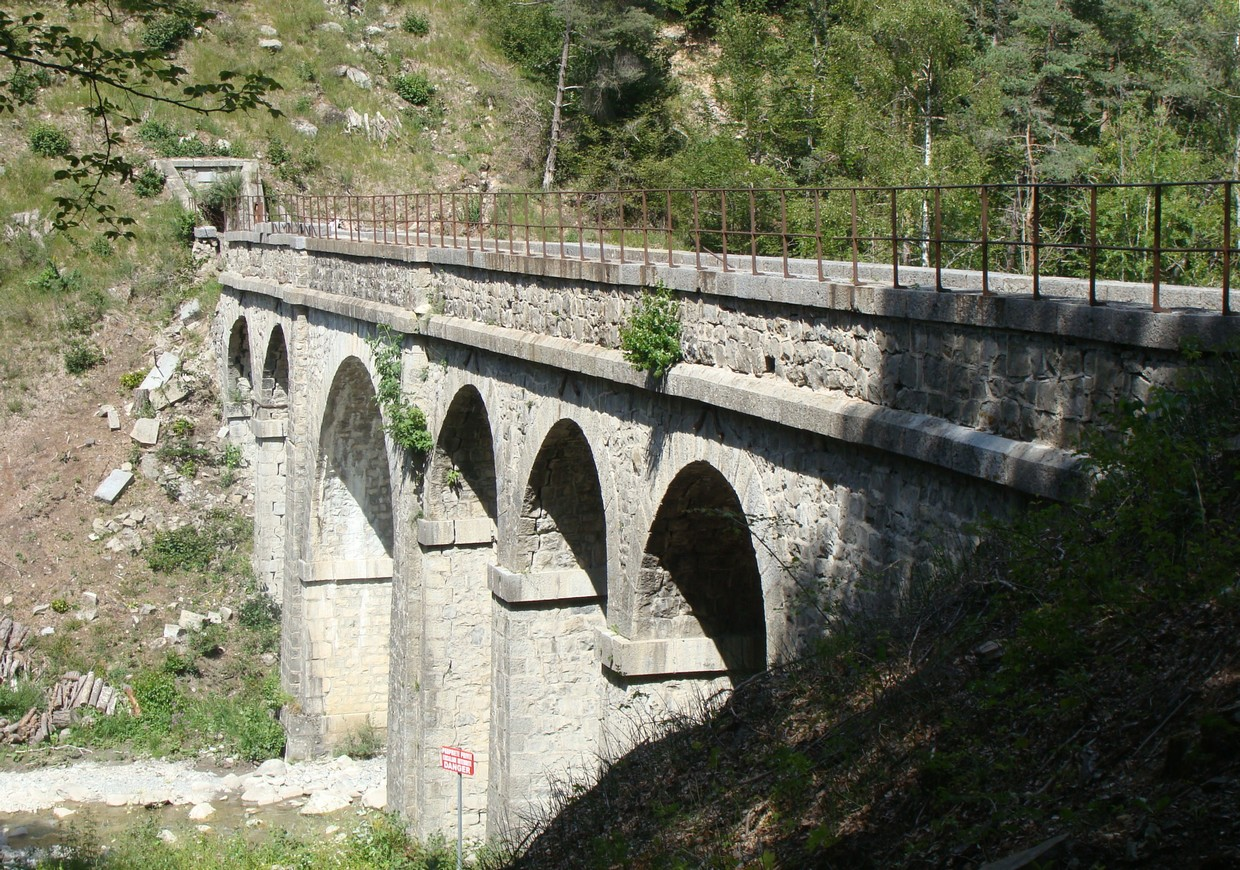
L'aqueduc des gorges.

### Personnalités liées à la commune
- La commune de Chabottes a vu naître le 15 janvier 1724[36], au hameau du Fangeas (appelé château de Phanjas par certaines biographies), François Para du Phanjas[37], jésuite et philosophe, auteur entre autres ouvrages des Principes de la saine philosophie conciliés avec ceux de la religion (1774). L'abbé Para est mort à Paris en 1797.
- Jean Faure, dit Faure du Serre, né au hameau des Michauds le 24 mars 1776, et retiré à Saint-Michel-de-Chaillol après une carrière préfectorale contrariée par ses convictions ultra-royalistes, s'est fait connaître par ses pièces en vers, épiques ou héroï-comiques, inspirées par les événements dont il était le témoin.
- Jean-Yves Dusserre (1953-2014), homme politique, conseiller général du canton de Saint-Bonnet-en-Champsaur, président du conseil général des Hautes-Alpes puis sénateur des Hautes-Alpes.

### Héraldique
| Blason de Chabottes | Blason  | D'or à l'inscription COMMUNE DE CHABOTTES de sable soutenu d'une plaine de gueules, au chef retrait du même. |
| Blason de Chabottes | Détails | Le statut officiel du blason reste à déterminer.                                                             |